# Бриттон-Хилл
Бриттон-Хилл (англ. Britton Hill) — холм, высшая точка штата Флорида.
Высота над уровнем моря — 105 м. Это самая низкая из высочайших точек всех штатов, ниже Эбрайт-Азимут (штат Делавэр) почти на 30 м и даже высшей точки федерального округа Колумбия (125 м). Это в более чем в два раза ниже высоты отеля Four Seasons в Майами, высочайшего здания Флориды.
Холм Бриттон-Хилл расположен на севере округа Уолтон около границы с Алабамой. Полуостров Флорида очень низменный, сложенный в основном песчаником и суглинками. За свою историю он несколько раз затоплялся водами мирового океана. Из-за низкого перепада рельефа, реки вялотекущи (байу), склонны к заболачиванию. Низменное положение полуострова также приводит к значительному ущербу от ураганов, которые почти беспрепятственно проносятся над его территорией, не встречая преград.
На Бриттон-Хилле установлен памятный знак, в нескольких десятках метрах расположено шоссе.